# Strikeforce: Morituri
Strikeforce: Morituri é uma série de quadrinhos publicada pela Marvel Comics entre 1986 e 1989. A série foi criada por Peter B. Gillis (argumento) e Brent Anderson (desenhos). Algumas das primeiras histórias foram publicadas no Brasil pela Editora Globo (sob o título "Força de Ataque: Morituri") na revista Marvel Force, em 1990/1991 .

## História
Em um futuro próximo, alienígenas invadem a Terra, conquistam grande parte de seu território, e saqueiam seus recursos; um cientista descobre um processo que concede super-poderes a pessoas normais, o que os tornaria heróis capazes de enfrentar os invasores. Entretanto, o processo possui um efeito colateral catastrófico: em no máximo um ano, o corpo humano acaba por rejeitar os superpoderes, de forma sempre letal e normalmente explosiva.
O título vem da frase latina Ave Caesar morituri te salutant ("Salve, Imperador, aqueles que irão morrer te saúdam"), que supostamente os gladiadores enunciavam antes de combater na arena.

## Outras mídias

### Filmes
Foi anunciado em 2011 que Steve Waterman (produtor executivo de Stuart Little e a trilogia Alvin e os Esquilos) havia adquirido os direitos para uma adaptação da série para o cinema. Peter B. Gillis e Connor Freff Cochran estão escrevendo o roteiro.